# Красная бурда
«Красная бурда» — советский, затем российский литературно-художественный ежемесячный юмористический журнал, издается в Екатеринбурге с 1990 года. С 2019 года выходит только в электронном виде. Главный редактор — Владимир Логинов (с 2003 года).

## История
Журнал был основан участниками легендарной команды КВН УПИ («Уральские дворники») Александром Соколовым (главный редактор 1990—2003 годы), Юрием Исаковым и Владимиром Мауриным. До 1994 года «Красная бурда» выходила в формате газеты.
В журнале сложился сплоченный авторский коллектив, который создает эксклюзивный юмор издания. Многие тексты журнала стали «народными».
Кроме юмора собственного сочинения в журнале публикуются произведения классиков юмора, рисунки лучших карикатуристов СНГ.
«Красная бурда» был дважды (1993, 1994 года) удостоен профессионального приза «Золотой Остап». Кроме того, персонального «Золотого Остапа» удостоен художник «Красной бурды» Максим Смагин. В 2007 журнал получил премию Юмор года от радиостанции Юмор FM в номинации «печатное издание». Дуэт Владимира Маурина и Владимира Логинова под названием «Красная бурда» неоднократно выступал в Comedy Club как гости, принимали участие в телепередачах «Смеяться разрешается», «Разная Бурда», «Красная Бурда и её друзья», «33 веселых буквы». На радиостанции Юмор FM регулярно выходит программа «Красная бурда».
К 1 апреля 2009 года журналом «Красная бурда» совместно с художником Глебом Андросовым был выпущен антикризисный календарь «Окна кризиса» в стиле «Окон РОСТа», получивший громкую известность в интернете.
1 июня 2015 года вышел юбилейный 250-й номер журнала.
В начале 2018 года прекратились продажи печатной версии журнала через газетные киоски в пользу электронных средств распространения.
Журнал за декабрь 2018 года стал последним бумажным номером издания.

## Авторский коллектив
- Аладжиков Сергей
- Вайнштейн И. А.
- Волынчук А. В.
- Гальперин С. А.
- Ельняков А. К.
- Караваев А. Ю.
- Корчемкин А. Ю.
- Логинов Владимир
- Маурин В. А.
- Пономаренко А.
- Попов А. А.
- Смагин М. Д.
- Соколов А. А.
- Сомов С. Н.
- Чехомов В. Г.
- Шишмарин М. Ю.
- И.И. Др

## Некоторые рубрики
- «Гвозди» — пародируются газетные заголовки.
- «Изюминки мировой культуры» — пародируются различные литературные жанры: хокку, сонеты, рубаи и другие.
- «ЖЖЛ» («Живут же люди!») (аллюзия на серию «Жизнь замечательных людей)» — пародийная серия очерков о вымышленных знаменитостях, как, например, шпионка Чьята Хари, модельер Бомжан Тряпье, предсказатель Марсель Никодимус, любовник и авантюрист Джакузи Позанова и др.
- «Скипидарск» — очерки из жизни вымышленного города Скипидарска.
- Энциклопедия «Красной бурды»
- Микробайки — короткие шутки.
- Би-билиотечка автолюбителя — шутки на автомобильную тематику.

## Книги
- 2000 Несчастливый билет, детектив, Екатеринбург, Уральский рабочий.
- 2006 Много шуток из ничего, Екатеринбург: У-Фактория, 2006. − 528 с. (ISBN 978-5-9757-0005-6), (ISBN 978-985-16-3515-9).
- 2008 Вагон денег за маленькую тележку, Новосибирск: Апельсин, 2008. — 244с. (ISBN 978-5-91705-002-7).
- 2008 Братья наши смешные, Энциклопедия юмористических животных, Екатеринбург, Салют.
- 2016 Полное собрание сочинений "Красной бурды". Том 1. 1990-1997гг.  Екатеринбург. Уральский рабочий - 544с.

## Концерты
- 1995 Пять лет псу под хвост
- 2000 Шутить по-русски-10
- 2002 Концерт для козы с баяном
- 2003 Обезьяна, самолёт, небушко
- 2004 Смешной дозор
- 2005 Улыбка
- 2006 Зимний вечер в санках
- 2007 Любовь, простамол и зима
- 2008 Наше дело телячье
- 2009 Лейся, шутка!
- 2010 Show must go home!
- 2011 Много шуток из ничего
- 2012 Конец конца света
- 2013 Малахитовая четушка
- 2014 Эх, раз! Ещё раз!